# Stuart Murdoch
Stuart Murdoch, född 25 augusti 1968 i Ayr, är en skotsk musiker, ledande sångare och låtskrivare för indiepopbandet Belle and Sebastian. Vid sidan av sjungandet i musikgruppen sjunger han de flesta söndagarna i sin lokala kör.
Murdoch blev först involverad i musik som DJ på universitetet där han studerade, men innan han tog examen drabbades han av ME /CFS och kunde inte arbeta på sju år. I en intervju år 2006 med NPR:s Terry Gross sa Murdoch att isoleringen under dessa år gjorde att han blev låtskrivare. Under tidiga 1996 blev han bättre från sjukdomen och bildade bandet Belle and Sebastian.